# Norrois du Groenland
Le norrois du Groenland est une langue germanique du Nord éteinte qui était parlée dans les colonies nordiques du Groenland jusqu'à leur disparition à la fin du XVe siècle. La langue est principalement attestée par des inscriptions runiques trouvées au Groenland. Les preuves d'inscription limitées montrent quelques innovations, notamment l'utilisation du t initial pour þ, mais aussi la conservation de certaines caractéristiques qui ont changé dans d'autres langues nordiques. Certaines caractéristiques runiques sont considérées comme typiquement groenlandaises et, lorsqu'elles sont trouvées sporadiquement en dehors du Groenland, elles peuvent suggérer qu'elles ont été écrites par des Groenlandais à l'étranger
Les traces non runiques sur la langue groenlandaise sont rares et incertaines. Un document émis au Groenland en 1409 est conservé dans une copie islandaise et pourrait témoigner de certains traits linguistiques groenlandais. Le poème Atlamál est crédité comme étant "groenlandais" dans le Codex Regius, mais le texte préservé reflète les conventions des copistes islandais, et il n'est pas certain que le poème ait été composé au Groenland. Enfin, on pense que le nordique groenlandais a été en contact linguistique avec le groenlandais et qu'il lui a laissé des emprunts.

## Sources runiques

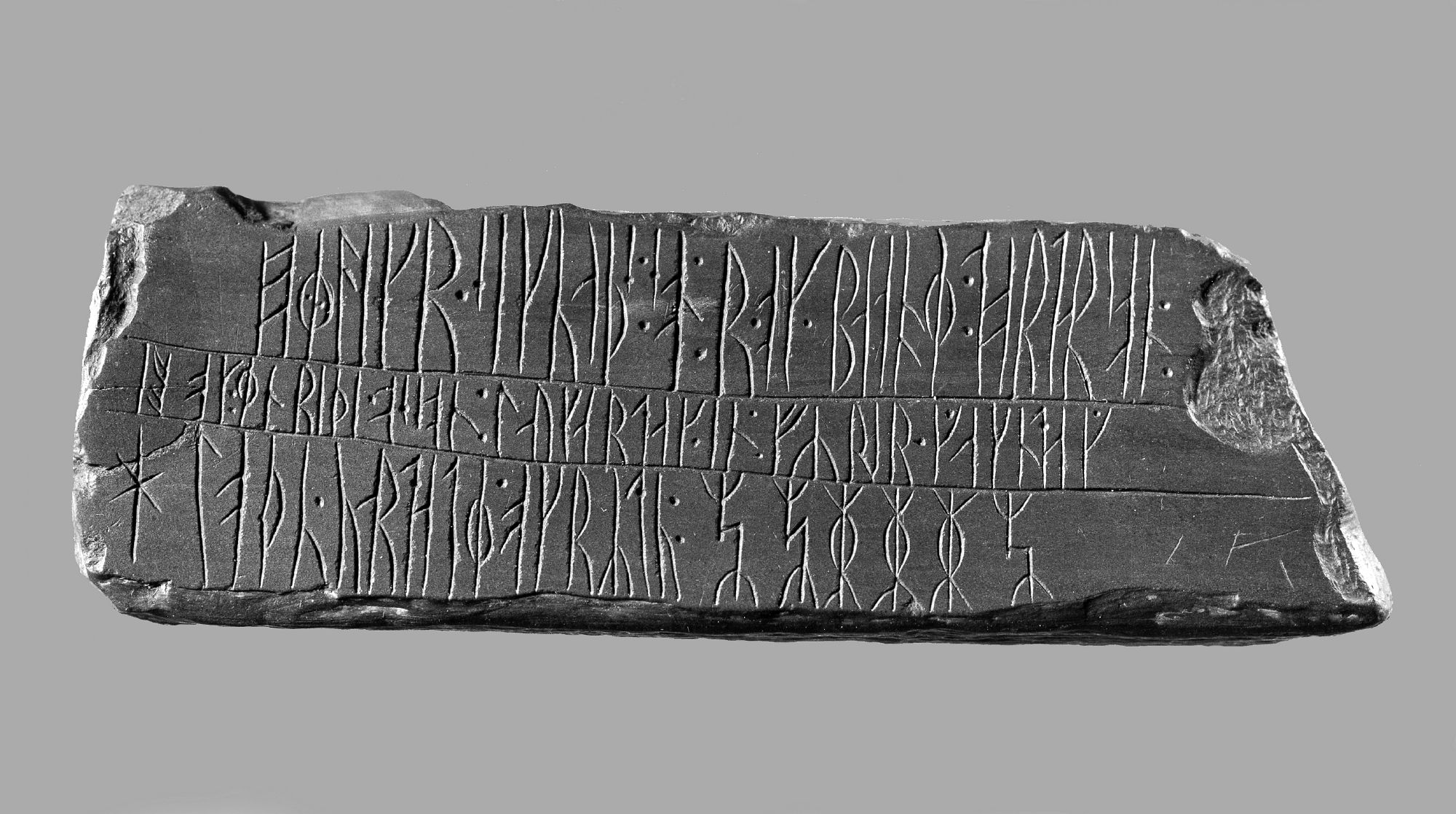
La pierre runique de Kingittorsuaq

Environ 80 inscriptions runiques ont été découvertes au Groenland. Beaucoup d’entre elles sont difficiles à dater et toutes n’ont pas nécessairement été écrites par des Groenlandais. Il est difficile d’identifier des caractéristiques linguistiques spécifiquement groenlandaises dans le matériel runique limité. Néanmoins, il existe des inscriptions montrant l'utilisation du t pour le þ historique dans des mots tels que torir plutôt que þorir et tana plutôt que þana. Cette innovation linguistique a des parallèles dans le norvégien occidental de la fin de la période médiévale. D'autre part, le groenlandais semble avoir conservé certaines caractéristiques qui ont changé dans d'autres types de langues scandinaves. Cela inclut les hl et hr initiaux, autrement conservés uniquement en islandais, et la voyelle longue œ (ligature oe), qui a fusionné avec æ (ligature ae) en islandais mais a été conservée en norvégien et en féroïen.
Certaines formes runiques ont été considérées par les chercheurs comme étant caractéristiques du Groenland, notamment une forme « r » avec deux branches parallèles et inclinées que l'on retrouve dans 14 inscriptions groenlandaises. Cette forme est trouvée parfois en dehors du Groenland. On le retrouve par exemple dans une inscription runique découverte à Orphir dans les Orcades (Écosse), ce qui implique que « le graveur de runes était probablement un Groenlandais ».
La pierre runique de Kingittorsuaq possède l'une des plus longues inscriptions nordiques trouvées au Groenland. Il a été découvert près d'Upernavik, loin au nord des anciennes colonies vikings. Il a probablement été sculpté par des explorateurs nordiques. Comme la plupart des inscriptions groenlandaises, elle est traditionnellement datée d'environ c. 1300 . Cependant, Marie Stoklund a appelé à reconsidérer la datation du matériel groenlandais et souligne que certains des parallèles à l'inscription de Kingittorsuaq ailleurs dans le monde nordique ont été datés d'environ c. 1200 .
Voici l'inscription mot pour mot :
⁓ el^likr · sikuaþs : so^n:r · ok · baan^ne : torta^r son : ¶ ⁓ ok : enriþi · os son : laukardak·in : fyrir · gakndag ¶ hloþu · ua^rda te · ok rydu : ??????
Et sa version en Vieux Norrois standardisé :
Erlingr Sighvats sonr ok Bjarni Þórðar sonr ok Eindriði Odds sonr laugardagin fyrir gagndag hlóðu varða þe[ssa] ok … …
Erlingr fils de Sighvatrs et Bjarni fils de Þorðr et Eindriði fils d'Oddr, construisirent ces cairns le Samedi avant le Jour des rogations, et …
Le patronyme Tortarson (vieux norrois standardisé : Þórðarson) montre le changement de þ à t tandis que le mot hloþu (Vieil islandais hlóðu, Vieux norvégien lóðu) montre la rétention du hl initial.

## Sources manuscrites
Un document écrit à Garðar au Groenland en 1409 est conservé dans une transcription islandaise de 1625. La transcription a été attestée par l'évêque Oddur Einarsson et est considérée comme fiable. Le document est un certificat de mariage délivré par deux prêtres du Groenland, attestant les bans de mariage de deux Islandais qui avaient été détournés de leur route vers le Groenland, Þorsteinn Ólafsson et Sigríður Björnsdóttir. Ce document n'est clairement pas écrit en islandais, mais sans doute en une sorte de vieux norvégien. Il est possible qu'il ait été produit par un clergé éduqué en Norvège et influencé par le groenlandais. Le document contient des traits orthographiques qui sont cohérents avec les preuves linguistiques runiques. Cela inclut la forme prépositionnelle þil pour l'ancien til qui démontre la fusion de l'initiale « þ » et « t ».

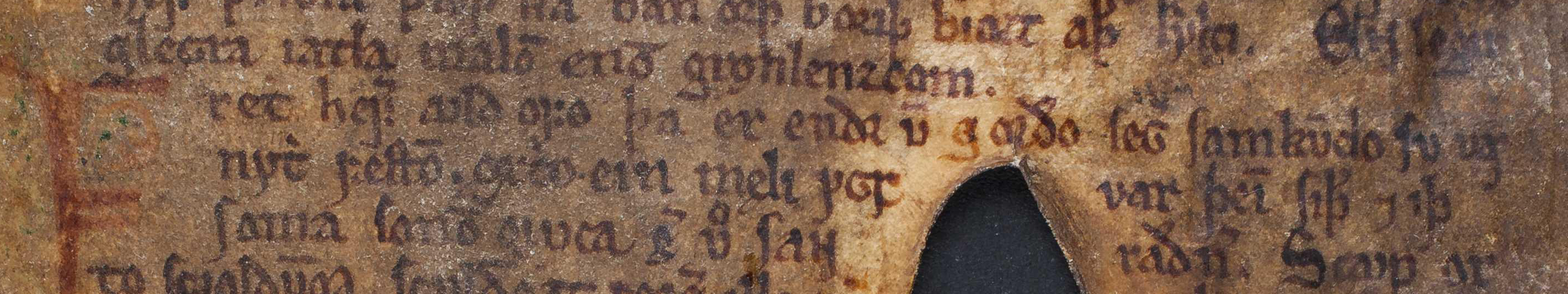
L'introduction de lAtlamál dans le Codex Regius : « Enn segir gleggra í Atlamalo menum grǫnlenzcom », – « Il en est encore parlé plus en détail dans « Le Lai groenlandais d'Atli ». " "

Il est possible que d’autres textes conservés dans des manuscrits islandais soient d’origine groenlandaise. En particulier, le poème Atlamál est mentionné comme groenlandais (Atlamál in grœnlenzku) dans le Codex Regius. De nombreux chercheurs ont compris que cette référence signifiait que le poème avait été composé par un Groenlandais et divers éléments du texte du poème ont été utilisés pour étayer sa provenance groenlandaise. Ursula Dronke a commenté : « Il y a une crudité dans le langage… qui pourrait refléter les conditions d'une société isolée, éloignée des cours des rois et des raffinements de manières et de discours qui leur étaient associés. » 
Finnur Jónsson a soutenu que non seulement l'Atlamál a été composé au Groenland, mais que d'autres poèmes eddiques préservés l'ont également été. Il a avancé divers arguments stylistiques en faveur de la provenance groenlandaise pour Helgakviða Hundingsbana I, Oddrúnargrátr, Guðrúnarhvöt, Sigurðarkviða in skamma et, de manière plus spéculative, Helreið Brynhildar . Un trait linguistique que Finnur considérait comme spécifiquement groenlandais était l'initiale « hn » du mot Hniflungr, trouvé dans Atlamál, Helgakviða Hundingsbana I et Guðrúnarhvöt . Le mot est par ailleurs écrit Niflungr dans les sources islandaises. Les chercheurs modernes doutent de l'utilisation de l'Atlamál comme source sur la langue groenlandaise, car son origine groenlandaise n'est pas certaine, elle est difficile à dater et le texte préservé reflète les conventions des copistes islandais.

## Contact avec le Kalaallisut
On pense que le nordique groenlandais a été en contact linguistique avec le kalaallisut, la langue des Kalaallit, et qu'il a laissé des emprunts dans cette langue. En particulier, le mot groenlandais Kalaaleq (Karaaleq plus âgé), qui signifie Groenlandais, serait dérivé du mot Skrælingr, le terme nordique désignant les peuples qu'ils ont rencontrés en Amérique du Nord. Dans le dictionnaire groenlandais de 1750, Hans Egede déclare que Karálek c'est ainsi que les « vieux chrétiens » appelaient les Groenlandais et qu'ils n'utilisaient ce mot qu'avec les étrangers et non lorsqu'ils parlaient entre eux. D'autres mots qui pourraient être d'origine nordique incluent Kuuna (prénom féminin, probablement du vieux norrois kona « femme », « épouse »), sava (« mouton », vieux norrois sauðr), nisa (« marsouin », vieux norrois hnísa), puuluki (« cochon », purka en vieux norrois « semer »), musaq (« carotte », vieux norrois mura) et kuaneq (« angélique », vieux norrois hvönn, pluriel hvannir).
Les preuves disponibles ne permettent pas d’établir la présence d’ une attrition linguistique ; la langue nordique a très probablement disparu avec le groupe ethnique qui la parlait.